# 문지은
문지은(文芝恩, 본명: 문경은, 1983년 10월 6일 ~ )은 대한민국의 前 가수 및 前 모델이다. 소속사는 자몽 엔터테인먼트이며, 2008년에 미니 앨범 《여우가》로 데뷔하였다.

그러나 2010년에 낸 앨범을 마지막으로 현재는 연예계에서 은퇴하였다.

## 학력
- 신구대학

## 출연 작품

### 뮤직비디오
- 2003년 - 은지원 - 문득
- 2008년 - 여우가

### 광고
- 2005년 - 캐논
- 2007년 - KTF

## 음반 활동

### 앨범
- 2008년 - Vivid
- 2008년 - Vivid (Repackage)
- 2010년 - Hibiye Hibiyo (EP)

### 대표곡
- 여우가 (歌) (Feat.은지원)
- 몰라몰라
- I DO (Feat.개리 of 리쌍)
- 히비예 히비요 (Hibiye Hibiyo)